# Enzima factotum
Con l'espressione enzima factotum si intende la capacità di un enzima di catalizzare reazioni diverse a seconda delle esigenze metaboliche della cellula. Un esempio lampante è dato dall'aconitasi, enzima del ciclo di Krebs. L'aconitasi in presenza di ferro catalizza la reazione:
citrato ⇄ cis-aconitato + H2O ⇄ isocitrato
mentre in carenza di ferro perde il proprio gruppo prostetico diventando apoaconitasi (IRP1) che è in grado di legarsi su sequenze specifiche di mRNA diminuendo la traduzione di ferritina e aumentando quella di transferrina, in modo da aumentare il trasporto di ioni Fe3+ all'interno della cellula in carenza (transferrina alta e ferritina bassa nel sangue è infatti sintomo di anemia sideropenica, dovuta appunto a carenza di ferro).

## Differenza tra enzima factotum ed enzima che catalizza reazioni reversibili
Gli enzimi factotum catalizzano diverse reazioni su diversi substrati a seconda di determinate condizioni metaboliche cellulari, mentre un normale enzima che catalizza reazioni reversibili può solo spostare l'equilibrio di reazione verso i reagenti o verso i prodotti (ad esempio la maggior parte delle isomerasi).